# Marcella Sembrich
Marcella Sembrich, artiestennaam van Prakseda Marcelina Kochańska (Wisniesczyk, 15 februari 1858 - New York, 11 januari 1935), was een Poolse coloratuur-sopraan. Ze trad op internationale podia op waaronder jarenlang in de Royal Italian Opera in Londen en de Metropolitan Opera in New York.

## Biografie
Ze werd geboren in Galicië dat in die tijd deel uitmaakte van Polen en tegenwoordig van Oekraïne.
Haar vader leerde haar pianospelen vanaf haar vierde en viool vanaf haar zesde. Ze trad op beide instrumenten op toen ze twaalf jaar oud was. Ze kreeg ook nog pianolessen van de conservatoriumleraar Wilhelm Stengel met wie ze later trouwde. Vanaf 1874 speelde ze voor Franz Liszt die haar aanmoedigde om zangles te nemen. Zij volgde zijn raad op in Wenen door lessen te nemen van Viktor Rokitansky.
In Athene maakte ze in 1877 haar operadebuut als Elvira in het stuk I puritani van Vincenzo Bellini. Toen ze vervolgens in Dresden in het stuk Lucia di Lammermoor van Gaetano Donizetti zong, had ze hier zoveel succes mee dat ze twee jaar lang in deze stad zong. Terwijl ze hier was nam ze Sembrich aan als haar artiestennaam. In werkelijkheid was dit de achternaam van haar moeder.
Vanaf 1880 zong ze vijf jaar lang voor de Royal Italian Opera in Londen. Daarnaast trad ze in verschillende andere Europese landen op. In 1893 ontving ze de Zweedse koninklijke onderscheiding Litteris et Artibus. Vanaf 1898 was ze lid van de Metropolitan Opera in New York waarvoor ze tot 1909 bleef zingen. Toen haar man in 1917 overleed, stopte ze met haar zangcarrière.
Vervolgens ging ze verder als muzieklerares, eerst op zichzelf en vanaf 1924 voor de Juilliard School in New York en de Curtis Institute of Music in Philadelphia. De sopraan Alma Gluck (1884-1938) was een van haar pupillen.
- Biblioteca Nacional de España: XX1746810
- Bibliothèque nationale de France: cb13899652w (data)
- Catàleg d'autoritats de noms i títols de Catalunya: 981058516822006706
- CiNii: DA1282807X
- Gemeinsame Normdatei: 117469513
- International Standard Name Identifier: 0000 0000 8349 3859
- Library of Congress Control Number: n82001308
- Nationale Bibliotheek van Letland: 000306074
- MusicBrainz: 296cc1b4-d88b-4ac0-8054-6ef9be09c5d3
- Nationale Bibliotheek van Tsjechië: xx0186410
- Nationale Bibliotheek van Israël: 987007330519505171
- Nationale Bibliotheek van Polen: a0000001998395
- Nederlandse Thesaurus van Auteursnamen: 296749915
- Réseau des bibliothèques de Suisse occidentale: 02-A022762555
- SNAC: w66h4gwt
- Système universitaire de documentation: 160317681
- Virtual International Authority File: 197617
- WorldCat: E39PBJpJbmMc8MkPg7D3hMjBfq